# Kollation (Erbrecht)
Kollation (lat. collatio = Geldgeschenk), auch Kollationspflicht oder Einwerfung, bezeichnet im Erbrecht den Ausgleich der schon zu Lebzeiten des Erblassers von diesem erhaltenen Vorempfänge einzelner Miterben.

## Definition
Die Kollation ist ein Institut des Erbrechtes mit dem versucht wird lebzeitige Zuwendungen des Erblassers an einzelne Kinder auszugleichen, um so eine erbrechtliche Gleichbehandlung bei der Erbauseinandersetzung zu erreichen. Der einzelne Erbe hat keinen Anspruch auf Kollation, vielmehr geschieht die Kollation automatisch im gesetzlichen Prozess der Aufteilung der Erbmasse.
Es wird zwischen Real- und Idealkollation unterschieden. Bei der Realkollation, die bspw. im Römischen Recht, wird der Ausgleich der Vorempfänge dadurch verwirklicht, dass der Ausgleichungspflichtige den Vorempfang real an die Erbengemeinschaft zurückgibt und dann der Ausgleich durchgeführt wird. Bei der Idealkollation findet keine Rückgabe in Natur statt, sondern nur ein rechnerischer Ausgleich.

## Geschichte
Die Kollation wurde in zahlreichen Regelungswerken im Laufe der Geschichte behandelt. Einige der frühesten Regelungswerke waren die Germanischen Stammesrechte, wie das Edictum Rothari (Abschnitt 199) oder die Lex Visigothorum (IV 5, 3). Auch Rechtsspiegel wie der Sachsenspiegel (Ldr I 10, 13) oder der Schwabenspiegel (148a) enthalten Regelungen zur Einwerfung. Zunächst war sie auch mit dem Institut der Abschichtung verbunden. Abgeschichtete Kinder mussten, um das Erbe antreten zu können, die ihnen zugewendeten Gegenstände ausgleichen.
Im Rahmen der Rechtsentwicklung trat der Ausgleich für Ausstattung und Aussteuer im Vordergrund. Andere Zuwendungen mussten jedoch nur ausgeglichen werden, wenn der Erblasser dies anordnete. In diesem Zusammenhang war vielfach umstritten, inwieweit die Finanzierung eines Studiums oder einer Berufsausbildung in der Kollation berücksichtigt werden muss. Regeln zur Kollation gab es im Allgemeinen Landrecht (II 2 §§ 303ff.), im Allgemeinen Bürgerlichen Gesetzbuch (§§ 788, 790ff.) und im Sächsischen Bürgerlichen Gesetzbuch (§§ 2354ff). Die Einwerfung taucht auch in modernen Kodifikationen auf, so im code civil (Art. 843ff), im Zivilgesetzbuch der Schweiz (Art. 626ff) oder im deutschen Bürgerlichen Gesetzbuch (§§ 2050ff.).

## In modernen Rechtsordnungen

### Deutsches Recht
Das deutsche Erbrecht hat sich in §§ 2050 ff. BGB für die Idealkollation entschieden.
Das Erhaltene wird bei Auseinandersetzung auf den Erbteil angerechnet. Hat ein Abkömmling unentgeltlich dazu beigetragen, dass das Vermögen des Erblassers erhalten oder vermehrt wurde, etwa durch Mitarbeit in dessen Betrieb oder hat er ihn während längerer Zeit ohne Gegenleistung gepflegt, ist in § 2057a BGB ebenfalls eine Ausgleichsregelung vorgesehen.
Die Kollationspflicht begrenzt nicht die Testierfreiheit, sondern gilt nur im Fall der gesetzlichen Erbfolge.
Für das Landwirtschaftsrecht gelten teilweise abweichende Vorschriften wie in § 12 Höfeordnung.
Historisch geht die Kollationspflicht auf die Verpflichtung zur Ausgleichung nach dem gemeinen Recht zurück.

### Lettisches Recht
Das lettische Zivilgesetzbuch von 1937 enthält ebenfalls Regeln zur Einwerfung. Einzuwerfen ist von einem überlebenden Ehegatten oder Abkömmling dasjenige, was vom Erblasser zu Lebzeiten erhalten worden ist. Die Kollation findet nicht statt, sofern der Verpflichtete auf seinen Erbteil verzichtete, der Gegenstand, der der Kollation unterliegt, endgültig ohne Verschulden des Verpflichteten untergegangen ist (§ 760) oder der Erblasser die Kollation ausgeschlossen hat. Eine Kollation findet bei regulären Geschenken, Unterhalt und Erziehungskosten nicht Anwendung (§§ 762, 763). Das lettische Recht unterscheidet nicht zwischen testamentarischen Erben und gesetzlichen Erben.

### Andere Rechtsordnungen
In Österreich und in der Schweiz gibt es entsprechende Regelungen bei einer vorweggenommenen Erbfolge.
Im Schweizerischen Erbrecht wird die Kollation auch als Ausgleichung bezeichnet und ist in Art. 626 ff. ZGB geregelt. Die gesetzlichen Erben sind dabei verpflichtet, alles zur Ausgleichung zu bringen, was ihnen der Erblasser bei Lebzeiten auf Anrechnung an ihren Erbanteil zugewendet hat. Der Zuwendungsempfänger hat gem. Art. 628 ZGB die Wahl, seinen Vorempfang in natura (Realkollation) oder dem Werte nach (Idealkollation) in die Ausgleichung zu werfen.